# Stepan Smal-Stotsky

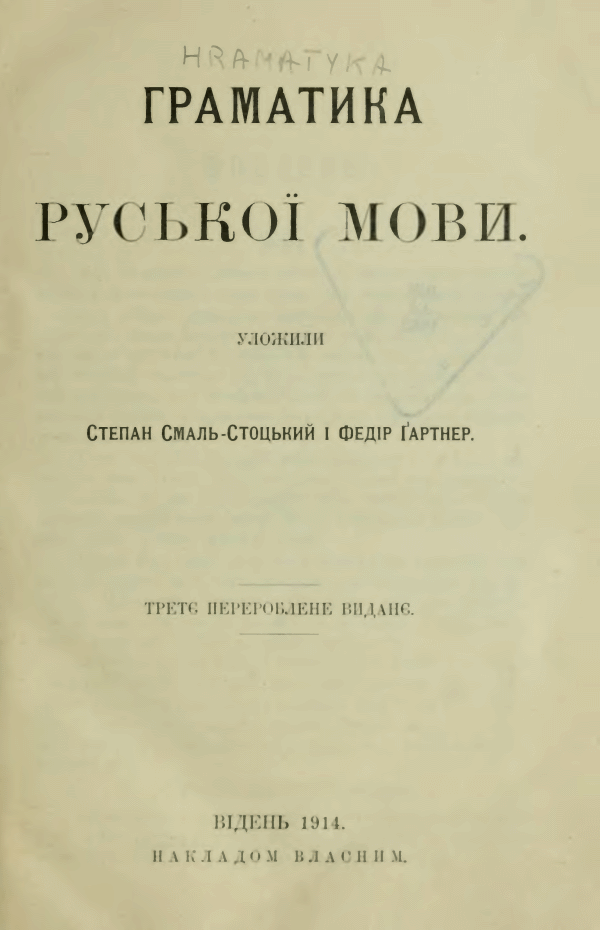
Grammaire ruthénienne

Stepan Yosypovich Smal-Stotsky (en ukrainien : Степан Смаль-Стоцький), né le 8 janvier 1859 à Nemyliv (Oblast de Lviv) et mort le 17 août 1938 à Prague, est un linguiste et académicien, slaviste, personnalité culturelle et politique, membre de l'Union pour la libération de l'Ukraine et ambassadeur de la République populaire d'Ukraine occidentale à Prague,.

## Biographie
Stepan Smal-Stozky est issu d'une famille de paysans ukrainiens. Il a fréquenté un lycée de Lemberg. Après avoir obtenu son diplôme d'études secondaires en 1878, il étudie la philologie slave. En 1883, il poursuit ses études à l'Université de Vienne et en 1884, il reçoit son doctorat de Franc Miklošič. En 1885, il devint professeur associé et en 1893 professeur titulaire de langue et littérature ruthènes à l'université nationale de Tchernivtsi. Il est élu doyen de l'université pour les années 1894-1895 et 1904-1905.
À partir de 1893, il est membre du parlement de Bucovine (dixième mandat électoral), de 1911 à 1918, membre de la Chambre des représentants autrichienne. En 1904, il est nommé sous-gouverneur du duché de Bucovine. Dans la Diète de Bucovine, il dirigeait les « Jeunes Ruthènes ». Il a fondé des associations éducatives folkloriques ukrainiennes et des coopératives économiques.
En 1915, Stepan Smal-Stotsky, puis Andri Zhuk, réfugiés en Suisse, publient le journal La Revue ukrainienne à Lausanne. Il éditent la revue en langue française, la langue diplomatique internationale, afin que leur combat soit connu dans toute l'Europe. La Revue ukrainienne paraîtra jusqu'en 1917.
En 1918, Stepan Smal-Stozkyj quitta Tchernivtsi et vint à Prague. À la fin de 1918, il devient membre de l'Académie ukrainienne des sciences.
En 1919 il assuma le poste d'ambassadeur de la République populaire d'Ukraine occidentale en poste à Prague.
En 1921, il est nommé professeur de langue et de littérature ukrainiennes à l'Université libre ukrainienne de Prague.
Stepan Smal-Stotskyi a propagé l'utilisation du terme ukrainien au lieu de l'ancien ruthène. Il a conçu l'orthographe ukrainienne unifiée, qui a été introduite dans les écoles de la monarchie en 1893. En tant que chercheur littéraire, il a étudié les œuvres d'écrivains ukrainiens.
Il a été enterré au cimetière Rakowicki à Cracovie.
Stepan Smal-Stotsky était le père de Roman Smal-Stocki.

## Sources
1. ↑  Encyclopédie ukrainienne
2. ↑  (de) Österreichisches Biographisches Lexikon 1815–1950. tome 12, édition 2005
3. ↑  Catalogue Belles-lettres, archives ukrainiennes